# Ainigmaptilon haswelli
Ainigmaptilon haswelli is een zachte koraalsoort uit de familie Primnoidae. De koraalsoort komt uit het geslacht Ainigmaptilon. Ainigmaptilon haswelli werd in 1926 voor het eerst wetenschappelijk beschreven door Dean. 